# Jesús Guzmán Gareta
|  | Aquest article tracta sobre l'actor. Si cerqueu el ciclista, vegeu «Jesús Guzmán Delgado». |

Jesús Guzmán Gareta (castellà: Jesús Guzmán)  (Madrid, 15 de juny de 1926 - Madrid, 16 d'octubre de 2023) va ser un actor de cinema, teatre i televisió. És conegut sobretot pel personatge del carter Braulio de la sèrie de televisió Crónicas de un pueblo.

## Biografia
Fill de l'actor Rafael Guzmán i de l'actriu sevillana Aurora Gareta, va néixer a Madrid durant una gira de la companyia dels seus pares, tot i que va passar la seva infància a Barcelona on debutà com a actor de teatre als nou anys, a l'obra Pasión y muerte de Jesús.
Va treballar amb nombroses companyies importants i intèrprets com Guadalupe Muñoz Sampedro, Rafael López Somoza, Irene López Heredia, primer en Espanya i després a diversos països llatinoamericans. A Puerto Rico on debutà per primera vegada davant una càmera de televisió. De tornada a Espanya compaginà el seu treball al teatre amb papers de cinema.
Es va casar al 1951 amb l'actriu Elena García Gil, amb la que va tenir quatre filles: Elena, María Jesús, María Teresa, i Mercedes.
Les seves aparicions al cinema estan marcades per papers de repartiment, de registre còmic quasi sempre, i també per la seva intervenció en alguns spaguetti westers de l'època, com ara Per qualche dollaro in più, El bo, el lleig i el dolent i Ocaso de un pistolero.
La seva màxima popularitat li arribà al 1972, quan interpretà el paper del carter Braulio, a la sèrie de TVE Crónicas de un pueblo, dirigida per Antonio Mercero. La seva trajectòria posterior se centrà sobretot en televisió i teatre, creant la seva pròpia companyia: Compañía de comedias cómicas Jesús Guzmán, amb la que va fer gires per tota la península durant 14 temporades, i amb alguna incursió al gènere de la revista.

## Filmografia (selecció)

### Cinema
- Manolo, guardia urbano (1956)
- Usted puede ser un asesino (1961)
- Siempre es domingo (1961)
- Atraco a las tres (1962)
- La familia y uno más (1965)
- Ocaso de un pistolero (1965)
- Per qualche dollaro in più (1965)
- El bo, el lleig i el dolent (1966)
- Los guardiamarinas (1967)
- Los chicos del Preu (1967)
- No desearás la mujer de tu prójimo (1968)
- Don Erre que erre (1970)
- Nada menos que todo un hombre (1972)
- Lo verde empieza en los Pirineos (1973)
- Maestros (2000)
- El gran Vázquez (2010)
- Los del túnel (2016)
- Amalia en el otoño (2020)

### Televisió
- La familia Colón, 1 episodi (1967)
- Crónicas de un pueblo, 89 episodis (1971-1974)
- Un, dos tres... responda otra vez, 1 episodi (1982)
- Anillos de oro, 5 episodis (1983)
- Turno de oficio, 1 episodi (1986)
- La huella del crimen, 1 episodi (1991)
- Farmacia de guardia, 7 episodis (1992-1995)
- Los ladrones van a la oficina, 1 episodi (1994)
- ¡Ay, Señor, Señor!, 1 episodi (1995)
- Colegio mayor, 2 episodis (1996)
- Hostal Royal Manzanares, 3 episodis (1996)
- La casa de los líos, 1 episodi (1998)
- Médico de familia, 1 episodi (1999)
- Manos a la obra, 2 apisodis (1999, 2001)
- El comisario, 1 episodi (2005)
- Cuéntame cómo pasó, 1 episodi (2006)
- Aída??, 1 episodi (2007)
- La hora de José Mota, 2 episodis (2009)
- ¡Qué tiempo tan feliz!, 1 episodi (2011)

## Premis i distincions
- Medalla de plata de l'Orde del mèrit postal (1972)[5]
- Menció especial compartida del Festival de cinema d'Ourense, per la pel·lícula Maestros (2000)[6]
- Premi Calabuch del Festival internacional de cinema de comèdia de Peníscola (2008)[7]
- Medalla d'or del teatre, de l'Associació d'amics dels teatres d'Espanya (2012)[8]